# Bunji Kimura
Bunji Kimura (jap. 木村 文治 Kimura Bunji; ur. 27 lipca 1944) – japoński piłkarz.

## Kariera klubowa
Od 1968 do 1973 roku występował w klubie Yanmar Diesel.

## Kariera trenerska
Po zakończeniu piłkarskiej kariery pracował jako trener w Kyoto Purple Sanga, Yokohama Flügels i Suzuka Rampole.